# Алахуш-Дигитхури
Алахуш-Дигитхури, Алахуш-тегин-Кури (монг. Алахуш Дигитхури; кит. 阿剌兀思剔吉忽里; ? — ок. 1211) — правитель онгутов, живший во времена Чингисхана, а также один из его сподвижников. 
Имя Алахуш — монгольское, и переводится как «пёстрая птица»; «дигитхури», вероятно, является искажённым китайским титулом джаутхури, обозначающим командующего приграничными войсками.

## Биография
В 1203 году предводитель найманов Таян-хан, намереваясь выступить против Чингисхана, отправил к Алахуш-Дигитхури посла, предлагая выступить на его стороне. Алахуш не только отказался от предложения, но и заранее сообщил Чингису о готовящемся против того наступлении, и в следующем 1204 году найманы были разгромлены и покорены Чингисханом.
В 1206 году, спустя два года после завоевания найманов, объединив большую часть разрозненных монгольских племён, Чингисхан основал Монгольскую империю. Позже, раздавая привилегии самым преданным из своих сподвижников, Чингисхан назначил Алахуш-Дигитхури нойоном-тысячником.
Во время монгольского вторжения в Северный Китай Алахуш-Дигитхури оказал помощь Чингисхану, передав охраняемый им проход через Великую Китайскую стену. Расположившись к Алахуш-Дигитхури после этого случая, за его сына Бай-Шибу (Буян-Сибана) Чингисхан приказал выдать свою третью дочь Алагай. Однако вскоре онгуты, недовольные союзом, взбунтовались: Алахуш-Дигитхури и Бай-Шибу были убиты. Подавив восстание, Чингисхан намеревался казнить всех онгутских мужчин ростом выше тележной оси, однако был отговорён Алагай (согласно другой версии — племянником Алахуша Шенгуем); таким образом, казнили только зачинщиков убийства вместе с их семьями. Алагай впоследствии вышла замуж за Шенгуя.
Другая версия этих событий изглагается в летописи Рашид ад-Дина «Джами ат-таварих»: согласно ей, изначально Алагай хотели выдать за самого Алахуш-Дигитхури, однако тот отказался, предложив женить её на племяннике Шенгуе, в то время бывшего заложником у Алтан-хана. Чингисхан согласился, и Алахуш-Дигитхури послал Шенгую известие с просьбой прибыть к ханскому двору. Однако пока Шенгуй был в пути, онгуты восстали и убили Алахуш-Дигитхури.
От Шенгуя у Алагай родился сын Ангудай (Негудай), женатый на одной из дочерей Толуя; позднее он погиб во время войны с династией Сун.
Как сообщает текст надгробной надписи одного из потомков Алахуш-Дигитхури, в 1305 году последнему указом императора Тэмура был присвоен посмертный титул Гаотан Чжун-у вана — «верного и воинственного князя гаотанского».

## В культуре
Алахуш-Дигитхури упоминается в романе Исая Калашникова «Жестокий век» (1978).